# Margaretha Kratz von Scharfenstein

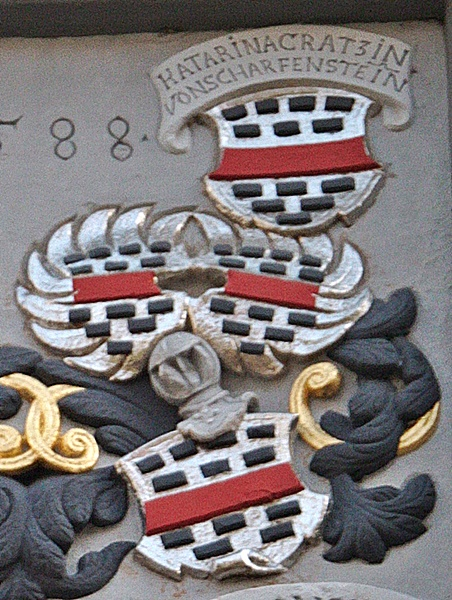
Wappen der Adelsfamilie Kratz von Scharfenstein

Margaretha Kratz von Scharfenstein (* um 1430; † 17. Dezember 1532 im Kloster Maria Engelport) war eine Adelige aus dem Geschlecht der Kratz von Scharfenstein und 82 Jahre Oberin des Klosters Maria Engelport.

## Familiäres Umfeld
Sie war Tochter von Heinrich Kratz von Scharfenstein († 1449) und Irmgard von Metzenhausen († 1458) und Urgroßtante von Bischof Philipp II. Kratz von Scharfenstein und dessen Bruder Hugo Kratz von Scharfenstein, einem Dompropst von Trier und Speyer. Ihre ältere Schwester Eva heiratete den Adeligen Friedrich von Löwenstein zu Randeck († 1463), dessen prächtige Grabplatte in der evangelischen Pfarrkirche Sobernheim erhalten ist.

## Wirken als Engelporter Meisterin und Legendenbildung
Neben der als selig verehrten Beatrix von Engelport verdient die Meisterin Margaretha Cratz von Scharfenstein besonders hervorgehoben zu werden. Sie wurde 1450 zur Meisterin von Engelport gewählt und lenkte 82 Jahre lang die Geschicke des Klosters. Während dieser Zeit hatte sich der Klosterbesitz um ein Drittel vermehrt und die Klosteranlage renovieren und teilweise neu erbauen lassen. Neben einem vorbildlichen Lebenswandel wird ihr auch Wundertätigkeit nachgesagt. In ganz besonderer Weise hat sie sich um die Verpflegung der Armen aus der ganzen Umgebung gesorgt, und an bestimmten Tagen erhielten zwei bis dreihundert Notleidende Speisung und Almosen. Am Gründonnerstag des Jahres 1531 (6. April) waren es sogar 525 Menschen, die auf Geheiß der gütigen Meisterin versorgt wurden. Diese große Zahl Hilfesuchender ist sicherlich auf die Hungersnot im Vorjahr zurückzuführen, denn vermutlich hatte sich herumgesprochen, was sich 1530 zugetragen haben soll.
Die Vorräte des Klosters gingen wie überall in der Gegend zur Neige und auch in Engelport drohte eine Hungersnot. Als der betagten Meisterin mitgeteilt wurde, die Früchte – gemeint ist Getreide – seien bald aufgebraucht, ließ sie alle Vorräte zusammensuchen und wollte den Armen keinesfalls etwas abziehen. In ihrem großen Gottvertrauen war sie davon überzeugt, dass es nicht an den notwendigsten Nahrungsmitteln mangeln werde. Schließlich ließ sie sich dazu bewegen, die Vorratsspeicher selbst in Augenschein zu nehmen. Als sie diese nun zusammen mit einigen Chorjungfrauen betrat, sollen sie sich wieder auf wunderbare Weise gefüllt haben.
Der vorzügliche Lebenswandel und die große Hilfsbereitschaft der Oberin sprachen sich weit herum. So wurden ihre besonderen Verdienste noch kurz vor ihrem Tode gewürdigt und am 18. Juli 1532 wurde sie auf dem Landtag zu Trier vom kurtrierischen Kommissar belobigt.